# Theodor Hiepe
Theodor Hiepe (* 3. Juli 1929 in Weimar; † 2. September 2022 in Berlin) war ein deutscher Tierarzt, Parasitologe und Hochschullehrer an der Humboldt-Universität zu Berlin.

## Leben

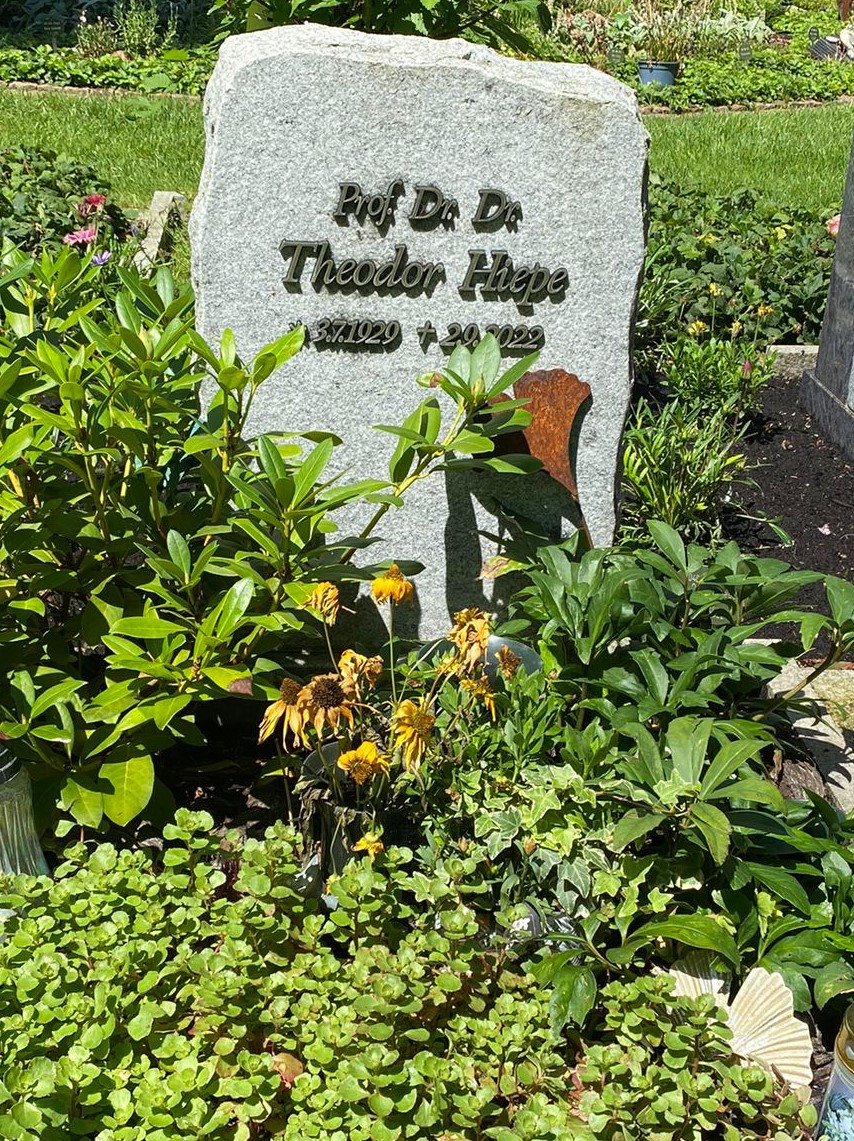
Grabstätte auf dem Friedhof der Laurentiusgemeinde

Theodor Hiepe wuchs auf einem Bauernhof in Thüringen auf und studierte von 1948 bis 1953 an der Veterinärmedizinischen Fakultät der Universität Leipzig Tiermedizin. Anschließend arbeitete er als Assistent an der Medizinischen Tierklinik der Universität Leipzig. Hier wurde er 1953 mit der Arbeit Eine neue Methode zur Knochenmarkgewinnung beim Pferde: Ein Beitrag zur intravitalen Sternalpunktion promoviert, 1958 habilitierte er sich. Zudem war Hiepe ab  1956 gleichzeitig Cheftierarzt des Zoo Leipzig. Mit 31 Jahren wurde er 1960 auf den Lehrstuhl für Parasitologie an die Humboldt-Universität zu Berlin berufen. Sein Buch Schafkrankheiten erschien 1970 in erster von insgesamt vier Auflagen und wurde auch ins Spanische übersetzt. Von 1981 bis 1985 verfasste er das vierbändige Lehrbuch der Parasitologie. 1980 wurde Hiepe in die Deutsche Akademie der Naturforscher Leopoldina gewählt, 1988 als ordentliches Mitglied in die Akademie der Wissenschaften der DDR aufgenommen. 1992 gehörte er zu den Gründungsmitgliedern der Berlin-Brandenburgischen Akademie der Wissenschaften.
Hiepe forschte vor allem zu Strategien zur Parasitenbekämpfung, über parasitäre Zoonosen, zu Antiparasitika und parasitenwirksamen Desinfektionsmitteln. Er verfasste mehr als 320 wissenschaftliche Arbeiten, betreute 232 Dissertationen und 12 Habilitationen. Seine Schülerin Regine Ribbeck wurde 1985 Parasitologie-Professorin an der Veterinärmedizinischen Fakultät der Universität Leipzig. Nach Hiepe sind der Einzeller Eimeria hiepei Grafner, Graubmann & Dobbriner, 1967, und der Fadenwurm Madathamugadia hiepei Hering-Hagenbeck, Boomker, Petit, Killick-Kendrick & Bain, 2000, benannt.
Hiepe war Ehrendoktor der Universitäten Wien (1984) und Leipzig (2001), dazu Ehrenmitglied der Deutschen Parasitologischen Gesellschaft, der World Association for the Advancement of Veterinary Parasitology und der Russischen Gesellschaft für Helminthologie. Er erhielt 1990 die Hufeland-Medaille in Gold, 2000 die Rudolf-Leuckart-Medaille, 2001 die Verdienst-Medaille der Leopoldina und ebenfalls 2001 das Bundesverdienstkreuz erster Klasse.
Theodor verstarb im Alter von 93 Jahren in Berlin und wurde auf dem Friedhof der Laurentiusgemeinde im Ortsteil Köpenick beigesetzt. 

## Werke
- Schafkrankheiten. Fischer, 1970
- Allgemeine Parasitologie. Fischer, 1981
- Veterinärmedizinische Arachno-Entomologie. Fischer, 1982
- Veterinärmedizinische Protozoologie. Fischer, 1983
- Veterinärmedizinische Helminthologie. Fischer, 1985